# Khorzhag (klooster)
Khorzhag is een Tibetaans boeddhistisch klooster in Khorzhag, arrondissement Burang, Ngari in de Tibetaanse Autonome Regio.
Khorzhag was een van de belangrijkste kloosters van de kagyüschool in West-Tibet. Het ligt 15 km stroomafwaarts via de rivier de Karnali vanaf de gompa Tsegu en de ruïnes van Simbiling.
Khorzak ontsnapte aan de grootste plunderingen tijdens de Culturele Revolutie (1966-76), vanwege de banden met een kagyüsekte in Bhutan en is anno jaren '00 geheel hersteld, op de verdwijning van een belangrijk zilveren beeld van Avalokitesvara na.
Het klooster staat sinds 2001 op de lijst van culturele erfgoederen in de Tibetaanse Autonome Regio.